# プロフ (モバイルサイト)
プロフ（またはプロフサイト）とは、プロフィール（プロフィールサイト）の略で、モバイルサイト上に自己紹介ページを作成できるサービスの総称。代表的なものとして、株式会社ザッパラスが運営する前略プロフィールがあり、類似サイトの中では最も会員数が多い。サービスとしては2002年頃から存在していたが、大きく流行し始めたのは携帯電話のパケット定額制が定着して以後であり、2003年～2004年頃 とも2006年頃 ともいわれる。2007年～2008年頃には盛んにメディアに取り上げられた。後述（#使用状況）するように、日本で独自にみられるインターネット文化である。

## サービスの概要
プロフの普及前から（遅くとも1970年代後半頃から）小中学生ぐらいの女子の間では紙製のプロフィール帳・サイン帳（自分のプロフィールを記入して交換する）が使われていたが、プロフはこれをオンライン上で再現したものに相当する。紙製のものと同じように作成したプロフのアドレスを携帯電話の赤外線通信機能を使って名刺のように交換して使うほか、インターネット上に自己紹介サイトを設置するという特性から、不特定多数に自分自身の情報を発信してコミュニケーションの輪を広げていくという使い方もできる。利用料金はたいてい無料であり、スポンサーからの広告収入によって運営されている。
利用方法は、利用者が空メールを送信してサイトに登録し、あらかじめ用意された質問に回答することによって自動的に自己紹介が生成される仕組みになっている。質問はハンドルネーム・性別・誕生日などの個人属性から好きな食べ物・芸能人といった趣味的なものまで幅広く、全部で40～100項目ほどであるが、実際にはその中から10～20項目ぐらいを選んで回答するのが標準的であり、10分もあれば開設できる。生成されたページ上では、以下のようなコンテンツを設置できる（されている）ほか、背景のデザインや文字の色も設定できる。
トップ画
ページの一番上の部分に設置する画像で、多くの場合は自分の顔写真を掲載する。カメラ付き携帯電話の機能で撮影した画像のほか、プリント倶楽部（の一部機種）で撮影した画像データを携帯電話に転送して使うこともある（下記のアルバムの画像も同様）。トップ画をより魅力的なものにしたり頻繁に更新したりすればアクセス数（後述）の増加につながる。ただし、実際に顔写真を公開しているのはプロフ利用者全体の中では少数派（MMD研究所調べでは15.3%）である。
アルバム
画像・動画をアップロードして表示できる。不特定多数に公開されることのないようにパスワードをかけることもできる。
リアルタイムブログ
通称リアル。日記のように出来事を綴るブログと比べて、より単発的・即時的なつぶやきを書き込む。
ゲストブック（掲示板）
通称ゲスブ。訪問者からコメントを受け付けることができる（ゲストブックで交流することを「絡む」という）。ゲストブックでのやりとりは第三者に公開された状態となる。メールと比べて返信が遅れてもよい雰囲気があるため、親しい間柄でも、携帯電話のメール機能で連絡をとりあうよりゲストブックを利用してやりとりをするほうを優先することもある。
メールボックス（私書箱）
通称メルボ。この機能を使えば、ゲストブックとは違って第三者に非公開の状態で互いに連絡を取り合うことができる。
リンク
他のサイトへのリンクを設置できる。友人のプロフや自身のブログへのリンクを貼ることがしばしばある。また、他のサイトでリアルタイムブログやメールボックスを開設している場合 はそこへのリンクをはっておくことがある。
プロフにはアクセス数カウンタがついており、自分のページがどれだけ注目されているかが定量的にわかるようになっている。プロフとブログの両方を利用している場合、プロフへのアクセス数を稼ぐことは、そこからリンクされている自分のブログの読者を増やすことにもつながる。

## 使用状況
利用者の大半は10歳代の若者（中高生）で、特に女性が多い。前略プロフィールでは登録利用者の8割程度が女性とされる。2007年時点で、日本全国の女子高生の半数以上（首都圏では7割以上）がプロフを持っているとされ、2009年の調査では全国でも7割以上が所持しているとされる。学校で同級生のほとんどがプロフを利用しているという状況下では、自分もプロフをはじめなければ会話についていけずに人間関係から孤立する可能性があるため、そのような同調圧力の存在が年少者がプロフに新規参入する動機になっている面がある。高校生が携帯電話でよくアクセスするサイトとしては、ブログ・ソーシャル・ネットワーキング・サービスや動画共有サービスと並んでプロフが挙げられるが、高校卒業と同時にSNSサイトに移行するケースもある。他方で、学校を退学してしまった場合にも、プロフのおかげで学校で築いた友人関係が途絶せずに維持されることもある。
日本国外では、携帯電話からインターネットにアクセスすること自体が日本ほどは一般的ではないため、（Facebookのようなパソコンからのアクセスを前提としたSNSは盛んであっても）プロフのようなモバイルからのアクセスを前提としたサービスは浸透しない。プロフは携帯端末だけでなくパソコンからの閲覧も可能であるが、プロフを利用している子供は自分のページが第三者に公開されている状態になっていることをあまり意識しておらず、友人や同世代の人からみられていることしか意識していない場合が多い。
ジャーナリストの下田博次によれば、プロフは前述のように人間関係を拡大させるツールとして利用可能であり、その点では特定の範囲内（学校内・クラス内など）の人と話題を共有する場として作用している学校裏サイトとは対照的であるという。プロフサイトの運営会社からは、プロフはオンラインで人間関係を拡大していく（実際には会ったことのない人と知り合う）よりは、オフラインで知り合った人とオンラインでもつながりを確保するために利用されているとの分析がある。1人で複数のプロフを開設して相手によって使い分ける利用者もおり、社会学者の土井隆義は、実際にはプロフは人間関係を拡大するというよりも自分の社会的な立ち位置を確認するための（いわばGPSのような）ツールとして使われているとしている。そして、グローバルにつながりを拡大するかにみえるメディアが実際には同じ傾向を持った人たちからなる閉鎖的なクラスタを形成させるに過ぎないということは、（モバイルサイトの）プロフに限らず（パソコンを含めた）インターネット全般にみられる現象だという。
現代の学校文化では、場の空気を読みながら自分のキャラ（役割）を演じるというコミュニケーション作法が一般化しているが、評論家の荻上チキによればプロフは自己紹介を通じて「自分が演出したいキャラ」がなんであるかをアピールする道具として機能しており、（プロフに掲載する画像がしばしばプリクラで調達されることからもわかるように）プロフ文化とプリクラ文化には「社交ツール」として使用されるという類似性がみられるという。
プロフは自己紹介サイトとして設計されたものではあるが、実態としてはページを頻繁に更新して近況報告のように利用されている。このように若者がモバイルサイトの機能を当初想定されたものと違う形で活用しそれが定着するのはしばしばみられるパターンである。若者から近況報告的に使用されていることを利用して、保護者が秘密裏に子供の開設しているプロフをチェックして直接本人の口からは聞けないような状況を把握しておくというようなケースもみられる。

## 問題点
プロフには、以下のような問題点があると指摘されている。
個人情報漏洩を招く
サイト側は個人情報を公開しないように注意書きを表示したり質問内容を工夫するなどしているが、必要以上に詳細な情報を書き込んだり家族や友人も写った画像を不特定多数にアルバムで公開するなどして個人情報が漏洩する危険性がある。また、リアルタイムブログでつぶやいた現在位置やアルバイト先といった些細な情報から間接的に住所がある程度特定される場合があり、これらが悪意のある大人に見つかればストーキングの被害につながる危険性がある。
アクセス数のランキング争いやアフィリエイトでの広告収入の増加を狙って、あるいは単純な自己顕示欲から、過激な画像（性的なものや未成年者の喫煙など違法行為を行っていることを喧伝するもの）の掲載に踏み切ってしまう例もある。下着姿・ヌードなどセクシュアルな画像や文章を頻繁に掲載するプロフは俗にエロフといわれる（現在は性的な画像の投稿は禁止されており削除対象となりうる）。エロフはインターネット上にまとめサイトができたり電子掲示板2ちゃんねる上にウォッチスレッドが立つなど好奇の対象となっており、そこから画像が拡散する可能性もある。ただし、エロフの大半は業者がアダルトサイトへ誘導するために作成した架空のものであり、これはエログ（セクシュアルな画像や文章を掲載するブログ）の場合と同様である。
いじめ・トラブルの誘発
学校裏サイトと同様、いじめ（ネットいじめ）を誘発する危険性があり、実際にプロフに悪口や誹謗中傷を書き込まれていじめや学校間紛争・殺人事件 に発展した事例がある。また、悪意を持ってプロフ上で他人になりすまして当人の評判・信用を損なうような書き込みを繰り返すというケースもある。
性的逸脱行動の引き金となる
メールボックス機能を使って男性から若い女性に援助交際やブルセラ（使用済み下着などの売買）の勧誘、神待ちの連絡などが行われ、それら違法行為の温床となっている。女子中高生が援助交際の相手を確保するために扇情的な画像をアップロードする場合もある。プロフを開設する際の質問の中に「痴漢経験の有無」「セックスしたい芸能人の名前」といった未成年者を主な対象としたサービスとして不適切な項目が含まれているケースもある。
有害情報との接触
アダルトサイトや出会い系サイトのような青少年に有害なコンテンツへのアクセスを容易にしてしまう危険性のほか、プロフ自体が出会い系サイトのように使われる危険性があるとの指摘がある。利用者にその気がなくても、メールアドレスなどの個人情報をプロフで公開してしまいそれが悪意のある第三者によって（場合によっては復讐心を持った元恋人によって）出会い系サイトに転載されてしまうと、交際を迫るメールや卑猥なメールが殺到することがある。他方で、実際には社会問題化するような事態にまではいたっておらず、その理由として、主要な利用者である女子高生たちは同世代の閉じた範囲内でしかプロフ交換をせず、万が一危険な大人にメールアドレスを知られてしまってもすぐに変更して対処できるので問題ないということがあげられる。
生活習慣への悪影響
通常のメールの着信だけでなく、プロフのゲストブックやメールボックスのチェックを必要以上に頻繁に繰り返したり、他人（友人・元恋人など）のプロフをリンクをたどりながら巡回して近況を把握することをやめられなくなったりといったように携帯電話を片時も手放せない状態（携帯電話依存症）に陥る危険性がある。それによって学習時間の確保が難しくなって成績が下降したり、携帯電話の料金が高騰 してしまったりする場合がある。
心の発達面での弊害
教育評論家の尾木直樹によれば、本来であれば青少年にとって思春期は悩んだり深く考えたりすることによって自我を客観視するための「第二の自分」と向き合う時期であるにもかかわらず、プロフやリアルタイムブログでは些細な情動の変化などをそのまま即座に暴露しており、自分の心の中でじっくりと考えるという重要な過程を短絡してしまっているという。
これらのことから生徒にプロフの使用を禁止している高校もある。携帯電話を所持している年少者に対してプロフの利用を制限する方法として、携帯電話向けのフィルタリングがある。ただし、プロフサイトの最大手の前略プロフィールは、2010年7月にモバイルコンテンツ審査・運用監視機構の認証を受けているためアクセス遮断の対象となっておらず、それ以降は一般的なフィルタリング機能はプロフの利用制限としては役に立たなくなっている。
荻上チキは、プロフの流行を貞操観念の衰退や個人情報の流出などに短絡的に結びつけて批判する一連の言説には、プロフの使用実態についての重大な誤解が含まれていたり危険性や問題点だけが過剰に誇張されていたりするとしており、（テレビ・ラジオ・小説・インターネットなどのように）新規メディアが出現したときに必ず先行する世代から理不尽なバッシングが加えられるという「メディア有害論」は歴史上幾度も繰り返されてきたのだと述べている。

## 主なプロフサイト
代表的なプロフサイトとして以下のものが挙げられる。カッコ内は運営会社名。
- 前略プロフィール（ザッパラス）
- フラプロ（インデックス）
- プチプロフ（ライブドア）
- Chip!!プロフィール（ピーネスト）
- マイプロフィール（ドリコム）

## 関連するサービス・文化
- プロフィールサイト - モバイルサイトに限らず、自己紹介を目的とするWebサービスの総称
- ホムペ (モバイルサイト) - 携帯電話向けの簡易なホームページを作成できるサービス[12]。
- ギャルサー - プロフを介してギャルサーが形成されることがある[54]。